# Alejandro Jodorowsky
Alejandro Jodorowsky Prullansky (* 17. února 1929 Tocopilla, Chile) je chilsko-francouzský filmař, herec, mystik, filosof, autor komiksů, dramatik a spisovatel, někdy řazený k surrealismu. Svou duchovní nauku nazval psychomagie.

## Biografie
Narodil se na severu Chile poblíž Iquique v židovské rodině z Ukrajiny. V roce 1939 se rodina přestěhovala do Santiaga, kde se seznámil s básníky Nicanorem Parrou a Enriquem Lihnem.
V 50. letech odjel do Paříže, aby se zde učil pantomimu u mima Etienne Decrouxe. Poté založil s Fernandem Arrabalem a Rolandem Toporem avantgardní skupinu performančního umění nazvanou Mouvement panique. Roku 1966 vytvořil svůj první komiks (Anibal 5), roku 1967 natočil první film (Fando y Lis). Roku 1970 zaujal netradičním filmovým westernem El Topo. Film nadchl Johna Lennona a Yoko Ono, kteří poskytli Jodorowskému milion dolarů na další film. Výsledkem byl kultovní snímek La Montaña Sagrada (Svatá hora) z roku 1973. V něm Jodorowsky otevřel své velké téma esoteriky. Byl poté blízko k realizaci velkého projektu, adaptaci románu Duna Franka Herberta (do role císaře hodlal obsadit malíře Salvadora Dalího, do role barona Harkonnena Orsona Wellese). Projekt však zkrachoval, protože jeho rozpočet a nekonformní zpracování nechtěla zaštítit žádná produkční společnost.
Natočil pak ještě tři filmy, ovšem již jen v undergroundové produkci. Známým se stala jeho science-fiction komiksová série Incal z let 1981–1989, na které spolupracoval s kreslířem Moebiem.
Koncem 80. let se opět obrátil novým směrem a rozvinul vlastní filosoficko-spirituální syntézu s terapeutickými ambicemi, kterou nazval psychomagie a jež je postavena z velké části na studiu tarotu, imaginaci, interpretaci snů a symbolů. V Paříži začal provozovat psychomagickou terapeutickou praxi, za níž si nechává platit pouze dopisy klientů. Principy této praxe vysvětluje v knize rozhovorů Psychomagie: nástin panické terapie (1995, česky 2015). Vede psychomagické dílny a semináře v různých zemích.
V roce 2013 byl uveden jeho film Tanec reality, který se vrací k jeho chilskému dětství.

## Filmografie

### Filmy
| Rok  | Český název      | Originální název                | Režisér | Scenárista | Herec |
| ---- | ---------------- | ------------------------------- | ------- | ---------- | ----- |
| 1957 | Vyměněné hlavy   | La Cravate                      | Ano     | Ano        | Ano   |
| 1968 | Fando a Lis      | Fando y Lis                     | Ano     | Ano        | Ano   |
| 1970 | Krtek            | El Topo                         | Ano     | Ano        | Ano   |
| 1973 | Svatá hora       | La Montaña sagrada              | Ano     | Ano        | Ano   |
| 1980 | Tusk             | Tusk                            | Ano     | Ano        | Ne    |
| 1989 | Svatá krev       | Santa sangre                    | Ano     | Ano        | Ano   |
| 1990 | —                | The Rainbow Thief               | Ano     | Ne         | Ne    |
| 2003 | Kaena: Proroctví | Kaena: La prophétie             | Ne      | Ano        | Ne    |
| 2011 | Ostrov           | The Island                      | Ne      | Ne         | Ano   |
| 2013 | —                | Ritual - Una storia psicomagica | Ne      | Ne         | Ano   |
| 2013 | —                | La Danza de la Realidad         | Ano     | Ano        | Ano   |
| 2016 | —                | Poesía sin fin                  | Ano     | Ano        | Ano   |

### Dokumentární filmy
| Rok  | Český název          | Originální název            | Režie         |
| ---- | -------------------- | --------------------------- | ------------- |
| 1994 | Souhvězdí Jodorowsky | La Constellation Jodorowsky | Louis Mouchet |
| 2010 | —                    | A Season of Jodorowsky      | Tom Cottey    |
| 2013 | —                    | Jodorowsky's Dune           | Frank Pavich  |

### Česky vydané knihy

#### Komiksy
- Incal (kresba Moebius), CREW, 2011. (V originále L´Incal, 1981–1989).
- Borgia (kresba Milo Manara), CREW, 2013. (V originále Borgia, 2004–2011).
- Kasta metabaronů (kresba Juan Giménez), CREW, 2014. (V originále La Caste des Méta-Barons, Les Humanoïdes Associés, 1992–2004).
- Bílý láma (kresba Georges Bess), CREW, 2016. (V originále Le Lama blanc, Les Humanoïdes Associés, 1985–1993).
- Andělské drápky (kresba Moebius), Argo, 2017. (V originále Griffes d’Ange, Les Humanoïdes Associés, 1994).
- Technokněží (kresba Zoran Janjetov), CREW, 2017. (V originále Les Technopères, Les Humanoïdes Associés, 1998–2006).
- Šílená ze Sacré-Coeur (kresba Moebius), Argo, 2018. (V originále La Folle du Sacré-Cœur, Les Humanoïdes Associés, 1992).
- Diosamante (kresba Jean-Claude Gal), Argo, 2018. (V originále Diosamante, Les Humanoïdes Associés, 1992, 2002).
- Poslední Incal (kresba Moebius a José Ladrönn), CREW, 2018. (V originále Final Incal, Les Humanoïdes Associés, 2008–2014).
- Oči kočky (kresba Moebius), Argo, 2019. (V originále The Eyes of the Cat, Les Humanoïdes Associés, 1978).
- Královská krev 1: Svatokrádežná svatba (kresba Dongzi Liu), CREW, 2019. (V originále Sang Royal #01: Noces Sacrilèges a Sang Royal #02: Crime et châtiment, Glénat, 2010 a 2011).
- Před Incalem (kresba Zoran Janjetov), CREW, 2019. (V originále Avant l'Incal; Détective privé de classe R; Croot; Anarcopsychotiques; Ouisky, SPV et homéoputes; Suicide allée, 1988–1995).
- Bouncer (kresba François Boucq), Argo, 2019. (V originále Bouncer #1–7, 2001–2009).
- Papež ukrutný (kresba Theo Caneschi), Argo, 2020. (V originále Le pape terrible #1–4, Delcourt, 2009–2019).
- Královská krev 2: Pomsta a vykoupení (kresba Dongzi Liu), CREW, 2020. (V originále Sang Royal #03: Des loups et des rois a Sang Royal #04: Vengeance et rédemption, Glénat, 2013 a 2020).
- Rytíři z Heliopole 1: Dílo v černé, dílo v bílé (kresba Petiqueux Jérémy), CREW, 2020. (V originále Les chevaliers d'Héliopolis #01: Nigredo, l'œuvre au noir a Les chevaliers d'Héliopolis #02: Albedo, l'œuvre au blanc, Glénat, 2017 a 2018).
- Showman Killer (kresba Nicolas Fructus), CREW, 2020. (V originále Showman Killer #01: Un héros sans cœur, Showman Killer #02: L'Enfant d'or, Showman Killer #03: La Femme invisible, Delcourt, 2010 a 2012)
- Rytíři z Heliopole 2: Dílo v červené, dílo ve žluté (kresba Petiqueux Jérémy), CREW, 2021. (V originále Les chevaliers d'Héliopolis #03: Rubedo, l'œuvre au rouge a Les chevaliers d'Héliopolis #04: Citrinitas, l'œuvre au jaune, Glénat, 2019 a 2020).
- Měsíční tvář (kresba François Boucq), CREW, 2021. (V originále Face de lune #1–4, 1992–2004)
- Castaka / Metabaronovy zbraně (kresba Travis Charest, Zoran Janjetov, Das Pastoras), CREW, 2022. (V originále Castaka #01: Dayal : Le Premier Ancêtre, Castaka #02: Les Jumelles rivales, Les armes du Méta-Baron, Les Humanoïdes Associés, 2007, 2008, 2013)
- Juan Solo (kresba Georges Bess), Argo, 2024. (V originále Juan Solo #01: Fils de flingue, 1995; Juan Solo #02: Les Chiens du Pouvoir, 1996; Juan Solo #03: La Chair et la Gale, 1998; Juan Solo #04: Saint Salaud, 1999; Les Humanoïdes Associés)
- Megalex (kresba Fred Beltran), CREW, 2024. (V originále Megalex #01: L'anomalie, 1999; Megalex #02: L'Ange bossu, 2002; Megalex #03: Le cœur de Kavatah, 2008; Les Humanoïdes Associés)

#### Ostatní
- Psychomagie, Malvern, 2015. (V originále Psicomagia, Seix Barral, 1995).
- Nekonečný tyátr, Malvern, 2018. (V originále Théâtre sans fin, Éditions Albin Michel, 2015).
- Kdeže ptáče nejlíp pěje, Malvern, 2020. (V originále Donde mejor canta un pájaro, Dolmen, 1992).
- Tanec reality: Psychomagická autobiografie, Malvern, 2020. (V originále La danza de la realidad, Siruela, 2001).

### Komiksy
- Anibal 5 (kresba Moro, 1966)
- Memor (kresba Velazquez Fraga, 1972)
- Fábulas pánicas 1–5 (kresba Jodorowsky, 1975)
- Fabulas pánicas (kresba Jodorowsky, 1968–1973)
- L'Incal 1–8 (kresba Moebius, 1981–1989)
- Avant l'Incal 1–6 (kresba Zoran Janjetov)
- Après l'Incal 1–2 (kresba Moebius, 2000 a 2011)
- Final Incal 1–2 (kresba José Omar Ladrönn, 2008 a 2011)
- Les Technopères 1–8 (kresba Zoran Janjetov, 1998–2006)
- Les Aventures d'Alef-Thau 1–8 (kresba Arno)
- Le Lama blanc 1–6 (kresba Georges Bess)
- Juan solo 1–4 (kresba Georges Bess)
- Aliot (kresba Víctor de la Fuente, 1996)
- Anibal cinq 1–2 (kresba Georges Bess, 1990 a 1992)
- Astéroïde Hurlant (2006)
- Borgia 1–4 (kresba Milo Manara a Albin Michel, 2004–2011)
- Bouncer 1–8 (kresba François Boucq, 2001–2012)
- Face de lune 1–5 (kresba François Boucq, 1992–2004)
- La caste des méta-barons 1–8 (kresba Juan Giménez, 1992–2004)
- Dayal de Castaka (kresba Das Pastoras, 2007)
- Mégalex 1–3 (kresba Fred Beltran, 1999–2008)
- Le Cœur couronné 1–3 (kresba Moebius, 1992–1998)
- Le Dieu jaloux 1–2 (kresba Silvio Cadelo, 1984–1986)
- Moebius 8–11 (kresba Moebius)
- Showman Killer 1–3 (kresba Nicolas Fructus, 2010–2012)